# Macrobrachium obtusifrons
Macrobrachium obtusifrons är en kräftdjursart som beskrevs av Dai 1984. Macrobrachium obtusifrons ingår i släktet Macrobrachium och familjen Palaemonidae. Inga underarter finns listade i Catalogue of Life.